# Puddletown
Puddletown est une paroisse civile et un village du Dorset, en Angleterre.